# Wŏnjŏk Toŭi
Wŏnjŏk Toŭi (lub Myŏngjŏk Toŭi, 도의/道義) (zm. 825) – koreański mistrz sŏn, prekursor szkoły sŏn kaji.

## Życiorys
Pochodził z Silli z klanu Wang. Urodził się w Pukhangun (w rejonie dzisiejszego Seulu). O jego narodzinach krążą legendy.
Urodził się w chwili, gdy buddyzm w Silli minął już okres swojego największego rozwoju, a buddyzm w Chinach za dynastii Tang, przeżywał swój złoty wiek.
W 784 r. Toŭi udał się do Chin drogą morską z ambasadorami Hanem Chanho i Kimem Yanggongiem. Po przybyciu do Chin natychmiast udał się na górę Wutai, gdzie miał wizję bodhisattwy Mandziuśriego. Po tym doświadczeniu i po odwiedzeniu wielu innych regionów, udał się do klasztoru Baotan w Guangfu, gdzie przyjął pełną mnisią ordynację. Następnie przybył na górę Caoxi (kor. Chogye) w prowincji Guangdong, aby oddać cześć zmarłemu w 713 r. Huinengowi w jego klasztorze. Tam drzwi otworzyły się przed nim same, a po wykonaniu przez niego trzech pokłonów – same się zamknęły. Następnie studiował chan u takich mistrzów jak Xitang Zhizang w klasztorze Kaiyuan w Hongzhou w prow. Jiangxi. Pod jego kierunkiem osiągnął tak wielki postęp w praktyce, że mistrz powiedział: Naprawdę, jeśli nie mógłbym przekazać Dharmy takiemu człowiekowi jak ten, to nie ma nikogo, komu mógłbym ją przekazać. Od mistrza Xitanga otrzymał także nowe imię Toŭi (Droga Prawości). Mistrz posłał go następnie do mistrza Baizhanga Huaihaia, który po rozpoznaniu jego oświecenia powiedział Cała linia przekazu chanu Mazu Daoyi powróci do Silli! Z biografii Toŭi wiadomo, że spotkał się także z mistrzem Nanquanem Puyuanem.
Po powrocie z Chin w 821 r. Toŭi zaczął głosić naukę "nagłego oświecenia", która spotkała się w Silli z silną opozycją. Sŏn stał się szkołą, z którą walczyły dawne doktrynalne tradycje buddyjskie w Korei. Do tego czasu bowiem buddyzm koreański był całkowicie zainteresowany wyłącznie studiowaniem sutr.
Toŭi był pierwszym mistrzem sŏn, który otwarcie wyzwał panujące szkoły doktrynalne. W ciągu następnych 100 lat, różnice między szkołą sŏn a szkołami doktrynalnymi stały się nawet ostrzejsze niż w Chinach.
Aby mocniej podkreślić wyższość sŏnu, Toŭi usunął z nauk pojęcie Dharmadhatu (kluczowe pojęcie nauk doktrynalnej szkoły hwaŏm), wprowadzając radykalne pojęcie pustki (skt. siunjata). Uważał także, iż długie praktyki wstępne (stopniowa praktyka) poprzez wiarę, zrozumienie, praktykę i urzeczywistnienie – są naprawdę niepotrzebne. Jego radykalizm powodował mocną opozycję.
Toŭi włożył olbrzymi wysiłek w nauczanie Koreańczyków natychmiastowego osiągnięcia prawdy bez uczonej wiedzy, czy też oświecenia bez praktyki, ale nie osiągnął sukcesu. Wycofał się więc z publicznego życia. Udał się na górę Sŏrak do klasztoru Chinjŏn, w którym prowadził odosobnione życie.
Przekazał Dharmę Ŏksungowi Yŏmgŏ (zm. 844) w klasztorze Chinjŏn. Yŏmgŏ przekazał Dharmę w klasztorze Oksŏng na górze Sŏl uczniowi i następcy Pojo Ch'ejingowi (804-880), który założył jedną z 9 górskich szkół sŏn – szkołę kaji.

## Nauki
Nauczanie mistrza było całkowicie zgodne z tradycją szkoły hongzhou mistrza Mazu Daoyi. Toŭi kładł nacisk na spontaniczność oraz "bez myślenia, bez praktyki". "Bez myślenia" odnosi się do "zasadniczego pierwotnego umysłu", a więc do tradycji Huinenga, kontynuowanej m.in. przez Heze Shenhui. W związku z wyniesieniem doktryny "nagłego oświecenia" na pozycję wręcz ortodoksji oczywista stała się nauka "bez praktyki". Praktyka nie jest konieczna do osiągnięcia oświecenia. Ta idea Huinenga była kontynuowana i rozwijana właśnie w szkole hongzhou, a następnie jej spadkobierczyni – szkole linji.
Równocześnie mistrza Toŭi "bez myślenia, bez praktyki" w połączeniu ze spontanicznością ściśle łączyło się z ideą Mazu "codziennego umysłu", czyli absolutyzacją codziennych, nawet najbardziej trywialnych czynności.

## Linia przekazu Dharmy zen
Pierwsza liczba oznacza liczbę pokoleń mistrzów od 1 Patriarchy indyjskiego Mahakaśjapy.
Druga liczba oznacza liczbę pokoleń od 28/1 Bodhidharmy, 28 Patriarchy Indii i 1 Patriarchy Chin.
Trzecia liczba oznacza początek nowej linii przekazu w danym kraju.
- 35/8 Mazu Daoyi (707–788) szkoła hongzhou
  - 36/9 Xitang Zhizang (735–814)
    - 37/10/1 Wŏnjŏk Toŭi (zm. 825) Korea
      - 38/11/2 Ŏksung Yŏmgŏ (zm. 844)
        - 39/12/3 Pojo Ch'ejing (804–880) założyciel szkoły kaji
          - 40/13/4 Yŏnghye (bd)
          - 40/13/4 Ch'ŏnghwan (bd)
          - 40/13/4 Uich'a (bd)
          - 40/13/4 Sŏngak Hyŏngmi (864–917)
            - 41/14/5 Hanjun (bd)
            - 41/14/5 Hwabaek (bd)